# 尾米タケル之一座
尾米タケル之一座（おこめたけるのいちざ）は、日本の演劇（長編舞台）・コントライブを行うグループ。2011年8月結成。主宰は作・演出を手掛ける尾米タケル（おこめ・たける） 、座員は坂口翔平（さかぐち・しょうへい）、雨宮シオリ犬（あめみや・しおりいぬ）。シリアスと笑い、演劇とコントの境界線を自在に行き来しつつ、様々な感情を同時多発的に発生させ、劇場にある種のカオスを創出させるようなオリジナルの作品の創作と発表、公演活動を行う。
2025年2月1日、尾米youtubeチャンネルで新たな方向性を発表。
- 舞台活動を一旦休止する。
- 「尾米タケル之スタジオ」Youtubeチャンネルを開設。
- 上記チャンネルでは、映像コント／ドラマ作品／コントアニメを発表予定

## メンバー
中 洋人（なか ひろひと、別芸名：尾米タケル）
- 大阪府出身。
- 作、演出を担当。

坂口 翔平（さかぐち しょうへい）
- 役者
- 熊本県出身。
- つかこうへい劇団13期研究生。

雨宮 シオリ犬（あめみや しおりいぬ）
- 芸人
- 東京都出身。
- アートワークも兼任。

## 特徴等
- 主に、社会問題等を独特な発想でシニカルに描くコントを行う。
- 10分～15分、30分を超える長尺、演劇に近いコントが多い。
- ディティールにこだわった非常にシュールな映像コントをYouTubeで発表し続けている。
- 第一回公演「反原発コントフェス」にて発表した作品の中から、映像コント「絶対!!原子力戦隊スイシンジャー」をYouTubeにUP。大きな反響を呼び、ネットをはじめ新聞雑誌、各種メディアに取り上げられ、フランス国営放送でも動画が紹介された[1][2][3]。

## 出演

### テレビ
- 絶対!!原子力戦隊スイシンジャー 其の１〜其の３（2012年8月〜 SKY PerfecTV!262chシアター・テレビジョン）
- ニュースの視点（2012年8月20日 TBSニュースバード）

### ライブ
- 尾米タケル之一座特別公演　　コントライブ1 『反原発コントフェス』（2012年1月）
- さようなら原発10万人集会　  サッカー場ステージ　野外音楽堂（2012年7月）
- フジロックフェスティバル　　アバロンステージ（2013年7月）
- 尾米タケル之一座第二回公演　コントライブ２ 『人類憐れみの令』（2013年8月）
- 尾米タケル之一座第三回公演　コントライブ３ 『炸裂スル、空洞人間』（2014年3月）
- 尾米タケル之一座第四回公演　長編舞台１ 『目を覚まさないアラキとその王国の民』（2014年9月）
- 尾米タケル之一座第五回公演　コントライブ４ 『サイレント猿パニック!!』（2015年3月）
- 尾米タケル之一座第六回公演　長編舞台２  『菜ノ獣 sai-no-kemono』（2015年8月）
- 尾米タケル之一座第七回公演　コントライブ５ 『サムラわない人人』（2016年4月）
- 尾米タケル之一座第八回公演　長編舞台３ 『システム』（2017年2月）
- 尾米タケル之一座第九回公演　長編舞台４ 『時間;L』（2017年9月）
- 尾米タケル之一座第十回公演　コントライブ6 『空に落ちたサル、』（2018年5月）
- 尾米タケル之一座第11回公演  長編舞台５ 『菜ノ獣』（2018年12月）
- 尾米タケル之一座番外公演　　コントライブ7 『尾米コントフェア』（2019年7月）
- 尾米タケル之一座第12回公演  長編舞台６ 『布団漂流記』（2021年2月）
- 尾米タケル之一座第13回公演  長編舞台７ 『さいはての街の塵の王』（2021年12月）
- 尾米タケル之一座第14回公演  長編舞台８ 『ダークダンス』（2022年12月）
- 冬の劇場23 日本劇作家協会プログラム　カンテン「The Foundations」『老婆の冒険』（2024年1月）
- 冬の劇場24 日本劇作家協会プログラム　カンテン「The Foundations」Final.『魔女のうた』（2025年1月）

### DVD
- いくまれっこ世に憚る（2012年 自主制作）

### 雑誌
- BE-PAL（2012年9月号 小学館)
- 月刊宝島（2013年4月号 宝島社)

## 元メンバー
タケカワ ユキヒロ
- 芸人
- 千葉県出身。

嶋田 イクマロ（しまだ いくまろ）
- 兵庫県出身。
- アートワーク等を担当。

堀口 敬巧（ほりぐち たかよし)
- 俳優
- 千葉県出身。
- 映像編集等を担当。

尾米 トゲル（おこめ とげる）
- 舞台俳優
- 大阪府出身。

尾米ヨ ソウ（おこめ よそう）
- 芸人
- 熊本県出身。
- 特技はダンス。

さかぐち そう
- 大阪府出身。
- 楽曲制作、音楽編集等を担当。